# Ben Curtis (Golfspieler)
Ben Clifford Curtis (* 26. Mai 1977 in Columbus, Ohio) ist ein US-amerikanischer Profigolfer der PGA Tour, der zum Kreis der Major Sieger gehört.
Schon als Amateur war Curtis sehr erfolgreich, er gewann die Ohio Amateur Championship in zwei aufeinander folgenden Jahren (1999 und 2000), was vor ihm nur zwei Golfer geschafft haben – John Cook und der legendäre Arnold Palmer. Im Jahr 2000 siegte er auch bei den Player's Amateur Championship.
Sein bis heute größter Erfolg ist der völlig überraschende Gewinn der Open Championship im Jahr 2003. Der 13. Platz bei der Western Open, der Curtis die Qualifikation für das Major Turnier brachte, war zwei Wochen zuvor die beste Platzierung seiner Berufskarriere. Curtis gelang also  in seinem ersten Major Start sein erster Sieg als Profi, was zuletzt Francis Ouimet im Jahre 1913 zustande gebracht hat. Stark profitiert hat er allerdings vom Missgeschick des Dänen Thomas Bjørn, der knapp vor Schluss noch mit drei Schlägen voran lag, aber seine Chancen in einem Sandbunker begrub.
Ben Curtis konnte jedoch den Rückenwind dieses großen Sieges nicht nutzen, und spielte in den folgenden Saisonen wieder so unauffällig wie zuvor. Im Juni 2006 gelang ihm sein zweiter Turniersieg, und er gewann mit großem Vorsprung die Booz Allen Classic, ein Event der PGA Tour. Im September folgte ein weiterer Sieg bei der 84 LUMBER Classic.
2008 spielte er erstmals in der siegreichen Mannschaft der USA im Ryder Cup.
Er lebt mit seiner Frau Candace derzeit in Stow, Ohio.

## PGA Tour Siege
- 2003: The Open Championship
- 2006: Booz Allen Classic, 84 LUMBER Classic
- 2012: Valero Texas Open

Major Championship ist fett gedruckt.

## Resultate in Major Championships
| Turnier               | 2003 | 2004 | 2005 | 2006 | 2007 | 2008 | 2009 | 2010 | 2011 | 2012 | 2013 | 2014 | 2015 | 2016 |
| --------------------- | ---- | ---- | ---- | ---- | ---- | ---- | ---- | ---- | ---- | ---- | ---- | ---- | ---- | ---- |
| The Masters           | DNP  | CUT  | CUT  | T39  | CUT  | CUT  | T35  | CUT  | DNP  | DNP  | CUT  | DNP  | DNP  | DNP  |
| US Open               | DNP  | 30   | CUT  | 57   | T45  | CUT  | 57   | T14  | DNP  | DNP  | DNP  | DNP  | DNP  | DNP  |
| The Open Championship | 1    | CUT  | CUT  | CUT  | T8   | T7   | CUT  | CUT  | CUT  | CUT  | T64  | CUT  | CUT  | CUT  |
| PGA Championship      | CUT  | CUT  | T34  | T60  | CUT  | T2   | T24  | CUT  | DNP  | T11  | T66  | DNP  | DNP  |      |

DNP = nicht teilgenommen

CUT = Cut nicht geschafft

„T“ geteilte Platzierung

Grüner Hintergrund für Sieg

Gelber Hintergrund für Top 10

## Teilnahmen an Mannschaftswettbewerben
- Ryder Cup: 2008 (Sieger)
- World Cup: 2008